# Белохвостик, Валентин Сергеевич
Валентин Сергеевич Белохвостик (6 сентября 1934, Богушевичи, Березинский район, Минская область, БССР — 10 июня 2003) — советский и белорусский актёр, Лауреат Государственной премии БССР (1989), Народный артист Республики Беларусь (1994), Заслуженный артист Белорусской ССР (1973).

## Биография
В 1958 году окончил студию Белорусского театра имени Янки Купалы, в 1965 году — Московский государственный институт театрального искусства. Работал в Национальном академическом театре имени Янки Купалы, снимался в кино.

## Семья
Был женат на концертмейстере Ольге Глебовне Глебовой, дочери Народного артиста СССР Глеба Глебова, с которой имел двух дочерей — Зою и Надежду.

## Фильмография
- 1963 — Оптимистическая трагедия — ведущий
- 1971 — Вчера, сегодня и всегда — Семён Карабанов, директор детского дома
- 1972 — Завтра будет поздно… — Иван Васильевич, командир партизанского отряда
- 1973 — Дума о Ковпаке — комиссар Семён Руднев
- 1975 — Волчья стая — Кулеш
- 1976 — Спроси себя — прокурор
- 1977 — Право на любовь — Задорнов
- 1982 — Казнить не представляется возможным — Гордиенко
- 1985 — Рассказ барабанщика — Леонид Щепкин, мичман, руководитель оркестра
- 1985 — Куда идёшь, солдат? — майор

## Озвучивание мультфильмов
- 1982 — Лиса, медведь и мужик — Медведь

## Личная жизнь
Был женат на Ольге Глебовой. Дочери Зоя и Надежда.